# Kamienica Kaiserhallen w Szczecinie
Kamienica Kaiserhallen – szczecińska kamienica, która w latach 1897–1943 stała przy dzisiejszym placu Grunwaldzkim (Kaiser-Wilhelm-Platz) na narożniku ulic Śląskiej (König-Albert-Straße) i Generała Ludomiła Rayskiego (Kronprinzenstraße). Znana była z restauracji „Kaiserhallen”, jednego z najelegantszych lokali przedwojennego miasta. Kamienica uległa zniszczeniu w czasie II wojny światowej.

## Historia
Kamienica została zbudowana w 1897 r. Na parterze założono restaurację „Kaiserhallen” (Hale Cesarskie). Wyróżniała się ona bogato zdobionym wnętrzem ozdobionym rzeźbionymi boazeriami oraz malowidłami przedstawiającymi sceny z historii Szczecina, takie jak wizyta Ottona z Bambergu. W 1939 r. kamienica przeszła modernizację, w trakcie której usunięto część sztukaterii z elewacji. W 1943 r. właścicielem budynku był A. Heller a restauracji Carl Gieße.

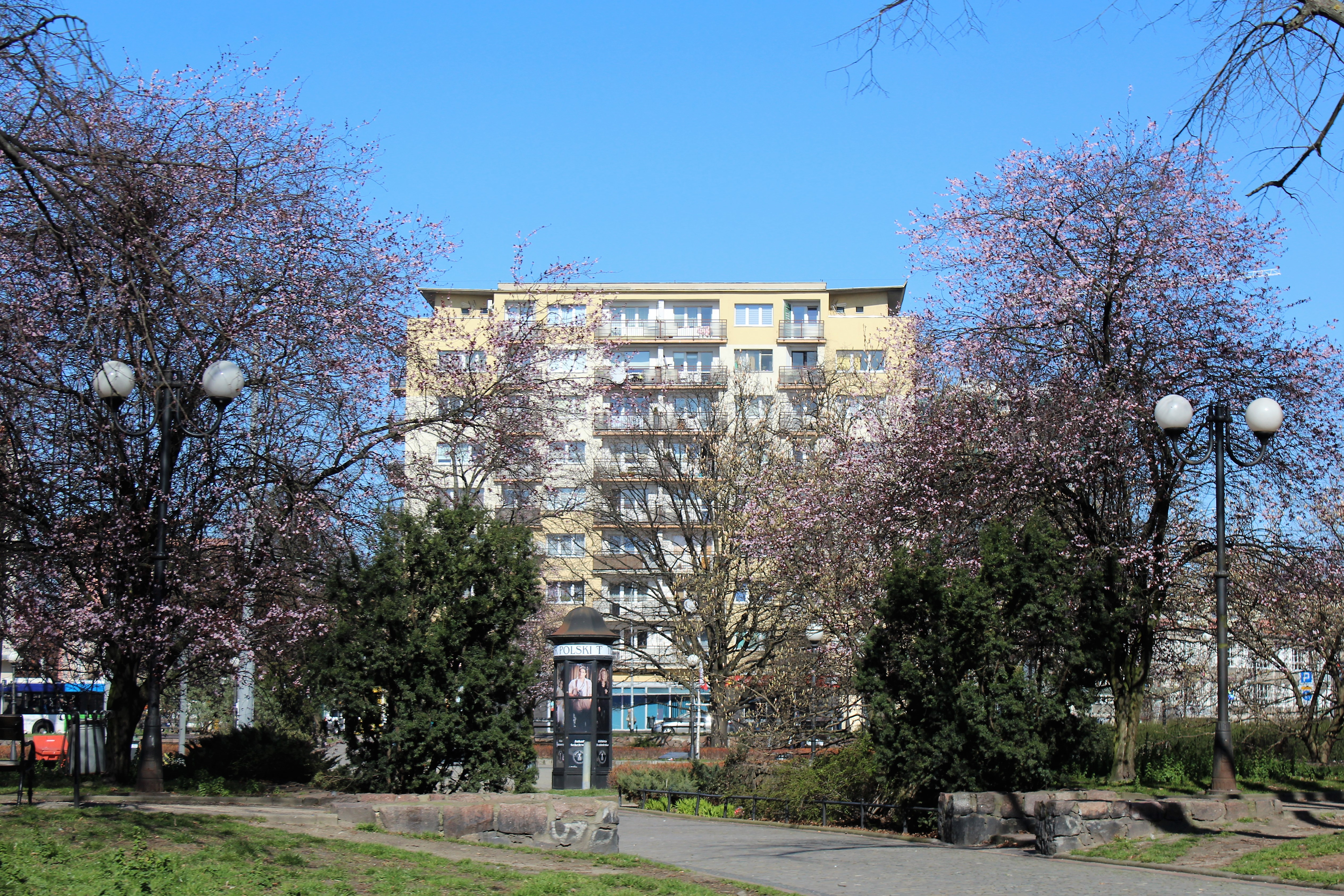
Wysokościowiec w miejscu kamienicy

Kamienica i restauracja uległy zniszczeniu w czasie bombardowań alianckich w nocy z 20 na 21 kwietnia 1943 r. Ruiny uprzątnięto jeszcze w czasie działań wojennych. Teren pozostał niezagospodarowany do 1963 r., kiedy wybudowano wysokościowiec wg projektu Tadeusza Ostrowskiego.
Do czasów współczesnych w zbiorach prywatnych przetrwały elementy porcelanowej zastawy z restauracji.

## Architektura
Kamienica była obiektem 5-kondygnacyjnym, narożnikowym. Składała się z dwóch symetrycznych części przynależnych do dwóch bram, do których wejścia znajdowały się odpowiednio od strony ulicy Śląskiej (König-Albert-Straße 13) i Generała Ludomiła Rayskiego (Kronprinzenstraße 15).
Elewację frontową zróżnicowano dwoma ryzalitami zwieńczonymi schodkowymi szczytami. Narożniki ozdobiono wielokątnymi wykuszami krytymi cebulastymi hełmami. Parter z przeszklonymi witrynami restauracji ozdobiono boniowaniem. Okna wszystkich pięter udekorowano półopaskami. Pierwsze i drugie piętro rozdzielono wizualnie fryzem umieszczonym na ryzalitach i między nimi. Ryzality wyróżniały się wnękami balkonowymi na trzecim piętrze, ozdobionymi naczółkami z płaskorzeźbami. Ponad naczółkami umieszczone były dodatkowo wstęgi. Poddasze doświetlały niewielkie półkoliste okna zwieńczone sterczynami. Poza wnękami balkonowymi trzeciego piętra elewacja frontowa miała jeszcze dwa balkony z kutymi balustradami na pierwszym piętrze, dobudowane do ryzalitów. Od strony placu Grunwaldzkiego do kamienicy przylegał ogródek restauracji ogrodzony kutym płotem.
Elewacje boczne były dzielone na pół wykuszami, do których przylegały balkony pierwszego, drugiego i trzeciego piętra. Wykusze zwieńczono półkopułami i schodkowymi szczytami.
W czasie remontu w 1939 r. skuto sztukaterie m.in. ze szczytów nad ryzalitami frontowymi, nadając im w przybliżeniu trójkątny kształt.